# Équipe de Bosnie-Herzégovine féminine de volley-ball
L'équipe de Bosnie-Herzégovine féminine de volley-ball est composée des meilleures joueuses bosniennes sélectionnées par la Fédération bosnienne de volley-ball (Volleyball Federation of Bosnia-Herzegovina, VFBH). Elle est actuellement classée au 35e rang de la Fédération internationale de volley-ball au 10 juillet 2022.
En 2021, elle participe pour la première fois au Championnat d'Europe avant de disputer son premier tournoi de Ligue européenne un an plus tard.

## Sélection actuelle
Sélection pour les Qualifications aux championnats d'Europe de 2011.

Entraîneur : Hamid Subašic  ; entraîneur-adjoint : Danilo Tadic 